# タワマンカースト

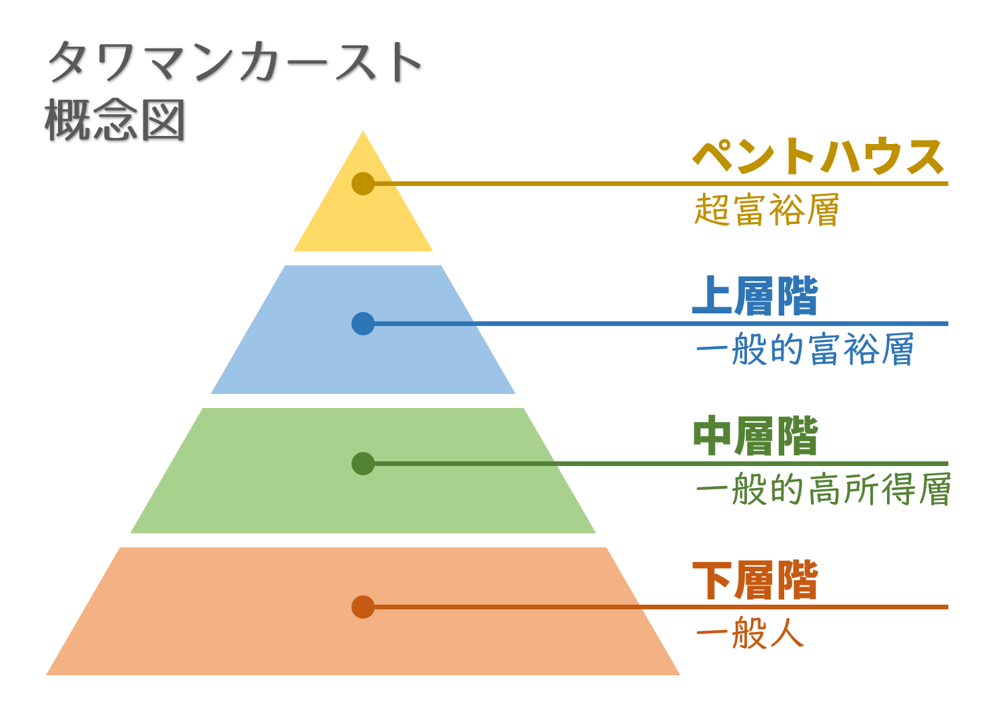
タワマンカースト概念図。
ペントハウスを頂点とするヒエラルキーが
構築される。

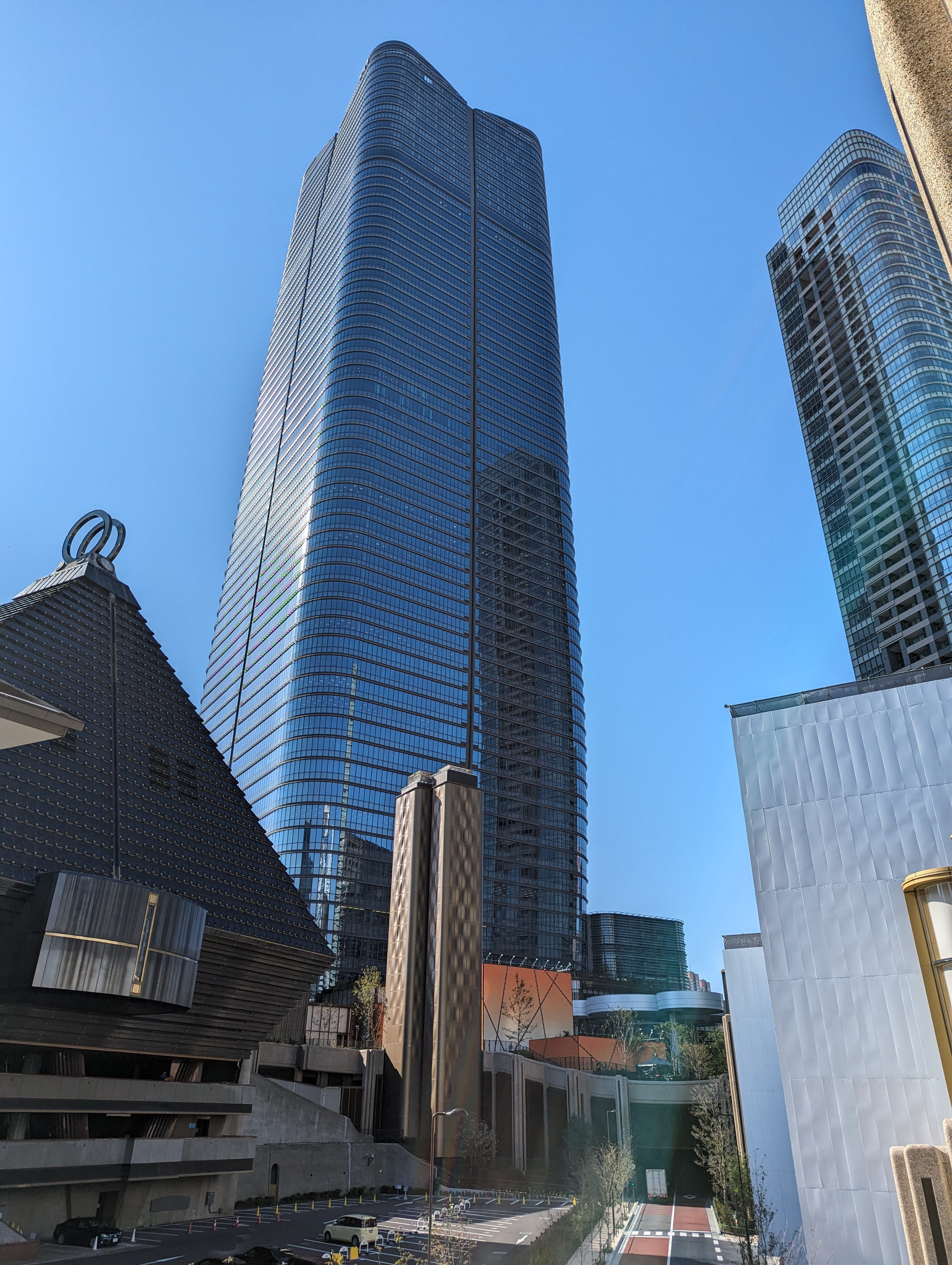
麻布台ヒルズレジデンス A
(2023年竣工)。2023年現在、
日本で最も高度が高いタワマン。
最上階のペントハウスの価格は
200億円とされ、内覧は紹介制のため、
資産家でないと内覧できない。

タワマンカーストとは、日本における超高層マンション（タワーマンション/タワマン）において、居住するタワマンの階数の高低がそのままタワマン内社会の人間的序列の高低に反映されるという思想、またはそれによって生ずるヒエラルキー、差別。
一般的な集合住宅と比して、タワマンでは上層階と下層階の価格差が顕著である。この経済的優位を背景に、相対的に高い階に住む者から、低い階に住む者に対して、自らの優位を示して確認する行為、「マウンティング」が行われることがあると報告される。
タワマンにおいては、居住者間で相互に階数による格付けがなされ、居住する子どもの間でさえマウンティングが行われることもあるという。このような居住階に立脚したタワマンにおけるヒエラルキーは、ヒンドゥー教における厳格かつ固定的な身分制度・ヒエラルキーであるカーストになぞらえて、タワマンカーストと呼称される。
タワマンカーストの実在の確からしさについては諸説あり、タワマンカーストの存在を示唆する言説や研究が少なからずある一方、タワマンカーストは高額なタワマンに手が届かない庶民の嫉妬による空想の産物であるという意見もある。
タワマンカーストは小説やテレビドラマなどの創作のモチーフとしてときおり使われる。

## 背景

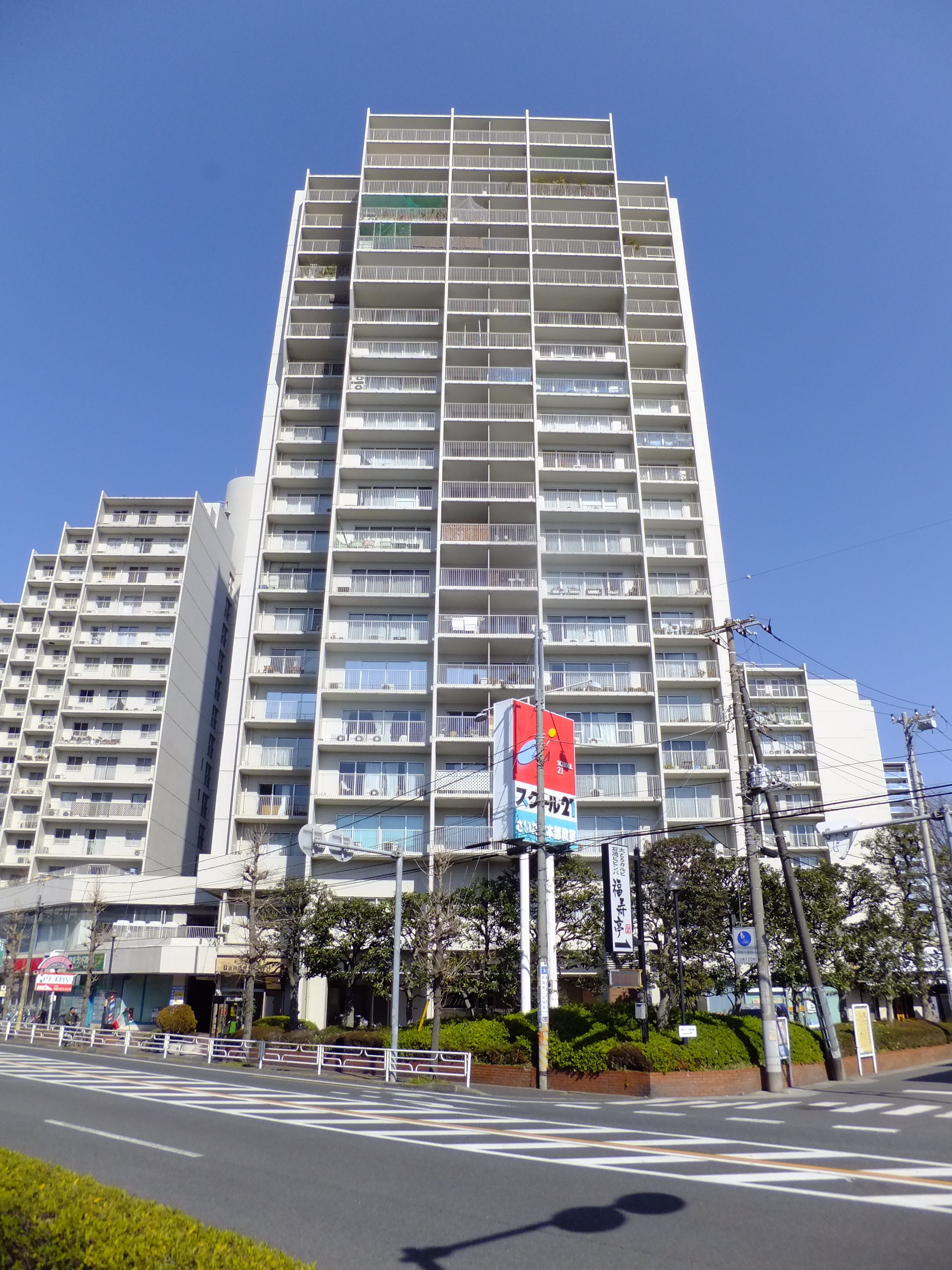
与野ハウス（1976年竣工）。
日本初のタワマンとされる。

### タワマンの定義
タワマン（タワーマンション）とは、マンションのうち、従来のマンションと比べて際立って高いマンションを指す語。日本においてタワマン/超高層マンションの定義を定める法令は存在しないが、日本では一般的に、高さが60m以上、もしくは階数が20階以上のマンションがタワマンとされることが多い。

### タワマンの歴史
米国では20世紀前半にはタワマンの建設ラッシュがあったが、日本におけるタワマンの普及はそれより遅い。
日本では1963年、建築基準法で規制されていた特定街区が改正され、続く1970年の法改正により、それまで31メートルに規制されていた高さの制限が解除された。この影響を受けて日本では高層マンションが建てられはじめる。
日本初のタワマンは、住友不動産が1976年に建設した、高さ66メートル、22階建ての「与野ハウス」（埼玉県与野市 【現さいたま市 】）が第一号とされる。
70年代から90年代半ばにかけては、現在よりも容積率や日照権などの規制が厳しく、敷地面積を確保しやすい河川の近くや郊外が建設地として選ばれていたが、1997年に規制が大幅に緩和され、主要駅周辺の人口集積地域にタワーマンションが建設されるようになった。

2000年代に入るとタワマンは爆発的に増加し、2022年現在、首都圏では新築マンションの8戸に1戸がタワマンである。 

### ステータス性
日本においては、 タワマンはハイグレードなステータスの高いマンションとして売り出されて続けている。
立教大学の社会学教授、貞包英之らは日本におけるタワマン史を振り返り、タワマンは一般的な郊外的居住との差異を根拠とした『高級さ』を基本的なモードとしていた」とする一方、1998年以降においては「タワマンは大量供給を踏まえ大衆化・多様化しつつある」とした。
この説について関西学院大学の山口覚は、「多様化したとはいえ、それは社会的上層に向けられたものであり、大衆向けのタワマンを想像することは1970年代から時が経つにつれてかえって困難になった」として、タワマンが依然として高所得者向けの物件であると説いている。
タワマンには経済力を失った者を排除する強い力がある。タワマンでは低層マンションと比較して管理費が高額であり、この高額の管理費や修繕費を払い続ける余裕のない者は、いずれタワマンから追い出されることになるとされる。

### タワマンに対する社会的評価

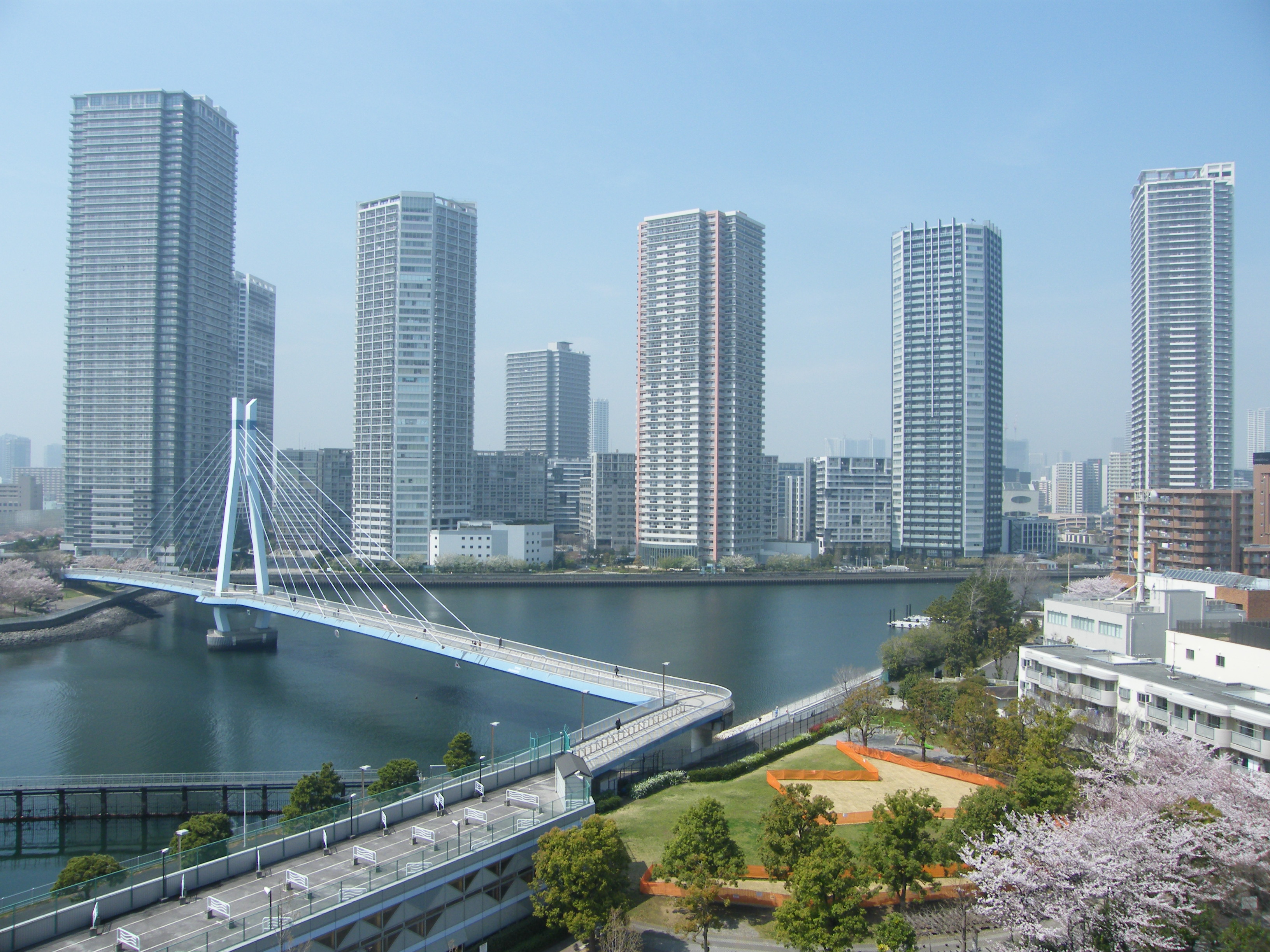
江東区、東雲のタワマン群

近代に生まれたタワマンという新しい住宅様式について、好悪様々な評価が存在する。

#### 好意的な意見
都市の上方に伸びたタワマンは土地の高度利用を可能にし、周囲の商業化を加速させる。都市上空に鋭く伸びるタワマンは都市のスカイラインにアクセントをもたらし、それを都会的であるとする好意的な評価もある。タワマンの建築を推進する高層住居誘導地区のような地域も設定された。

#### 批判的な意見
景観や日照の阻害、圧迫感やビル風の発生が指摘される。タワマンの増加により、学校不足、駅の混雑も発生した。
不動産シンクタンク代表の竹井隆人らは、外部者を厳重なセキュリティにより排除する排他的・閉鎖的なタワマンを、日本におけるゲーテッドコミュニティであるとする。
その他、竹井は「富裕層の居所として敵視される傾向にある超高層マンション」という視点を挙げている。

### 上層階と下層階の価格差

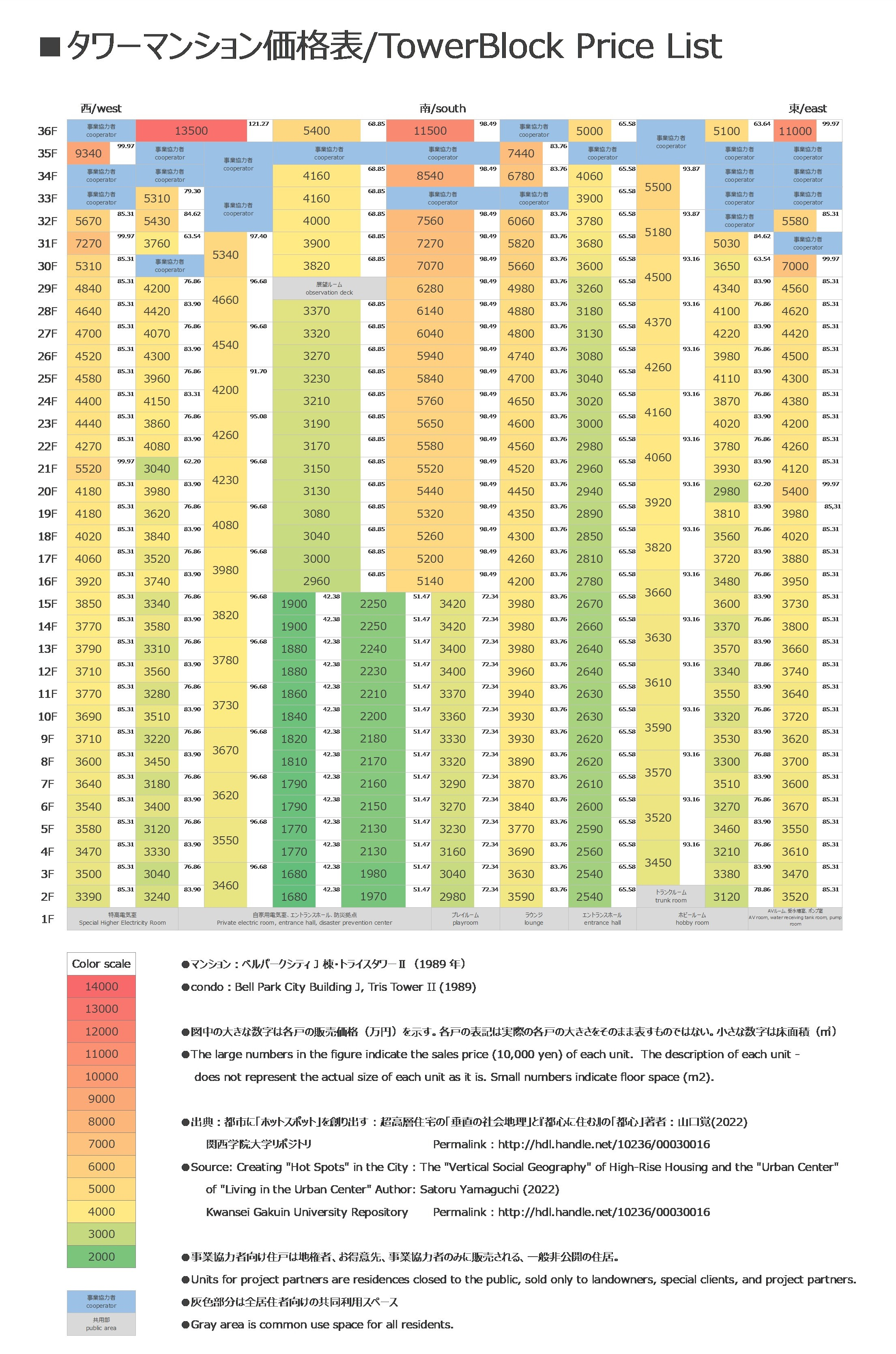
ベルパークシティJ棟（1989年竣工）
価格帯は1680万円～13500万円。
下層階と上層階で価格差を作り出す
手法はベルパークシティが初であると
山口は指摘する

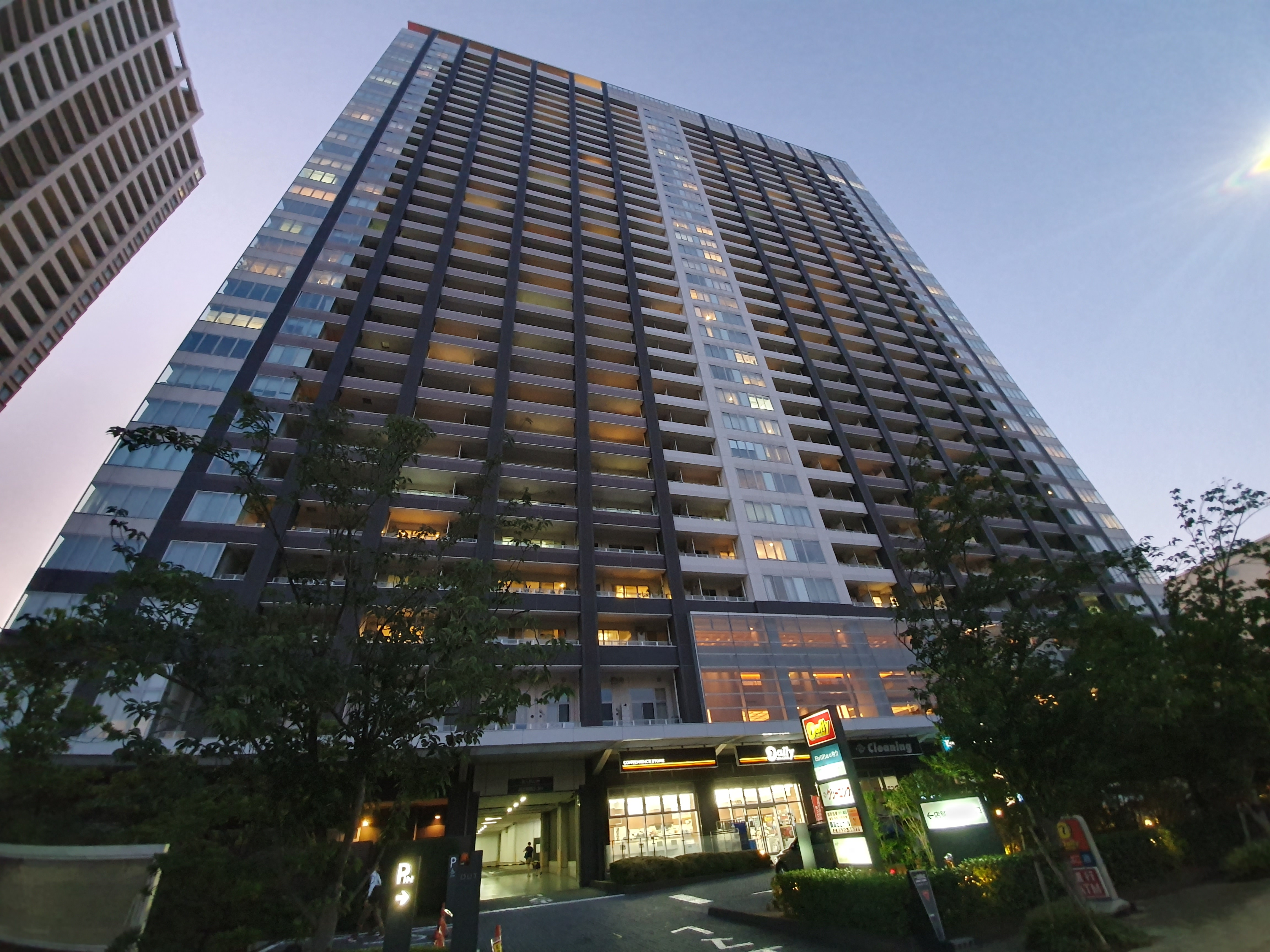
ブリリアマーレ有明(2008年竣工)。
分譲価格に35倍の格差がある。

低層マンションと比較したタワマンの特徴の一つとして、下層階と上層階での価格差が著しいという点が挙げられる。
低層マンションであれば所得水準も考慮したエリアの特色等の要素から、ある程度特定のターゲットが想定されており、同じマンション内であれば、価格差はさほど大きくならないのが一般的である。一方、タワマンでは同一マンション内でも大きな価格差があることが知られており、主に展望を理由として、上層階の方が価格が高い。
首都圏の45棟のタワマンを対象とした2014年のある調査では、同一タワマン内での坪単価の差異として、平均1.74倍、最大で3.16倍、最小でも1.19倍の価格差があることを明らかにした。
このタワマンの階数による価格差の大きさは広く知られており、固定資産税は階数に関係なく評価されていたことから、相続税回避のスキームとして富裕層にタワマン高層階が好まれる一因ともなっていた。なお、租税の公平性の観点から問題視した国税庁により、新しい相続税算定ルールの導入が検討されている。
実際のタワマンの物件の価格差は、面積の狭めな下層階に対して面積の広い上層階となるので、さらに広がる。上記の調査では、同一のタワマン内の物件に平均3.71倍、最大で10.94倍、最小でも1.53倍の価格差がある事が報告された。2018年の別の調査では、価格差が約35倍という極端なタワマンも紹介されている。

### 上層階と下層階の所得差と分断
タワマンは上層階と下層階の価格差が著しく、収入格差により上層階と下層階の住民層の分断が起きているとする意見もある。
千里金蘭大学の藤本佳子名誉教授は、超高層階と中高層階では住戸価格帯の違いによる収入階層の乖離がみられるとし、入居者層が管理開始時より分離しているためにより管理組合における合意形成が困難であり、多くの区分所有者の総会が開催しにくいと指摘している。
竹井はタワマンの上層階と下層階の住民の経済格差に触れ、「集合住宅は決して等質でない。（中略）、同じ建物内でも、高層階と低層階との効用比によって居住者間に相当の経済的格差があり、彼らが同ーの共同体に属するために管理費負担を巡る抗争にも発展する例もある」として、やはり合意形成の困難さを挙げている。

## 語源
「タワマンカースト」の語について、建築専門誌『日経アーキテクチュア』元編集長の細野透の調査によると、2016年頃から用例が見られるという。

細野は「タワマン階層カースト」の起源を、「タワマンのママカースト｣というキーワードに求めている。細野が遡った週刊朝日の2008年2月11日号の特集「『お宅は何階の部屋？』 ママカースト制の終わらぬ地獄」では、タワマンに入居した新ママが居住階を理由にボスママに無視されたり、周囲の人間の階層を探りあって自らに適合する階層を見出す様が取材されている。
さらに細野は2016年10月に発売された30代女性誌『InRed』を、タワマンカーストという語の初出としている。同号では直近に放送の開始されたタワマンカーストを題材としたTVドラマ「砂の塔〜知りすぎた隣人」に関連して、タワマンカーストの実態を特集している。

## タワマンカースト

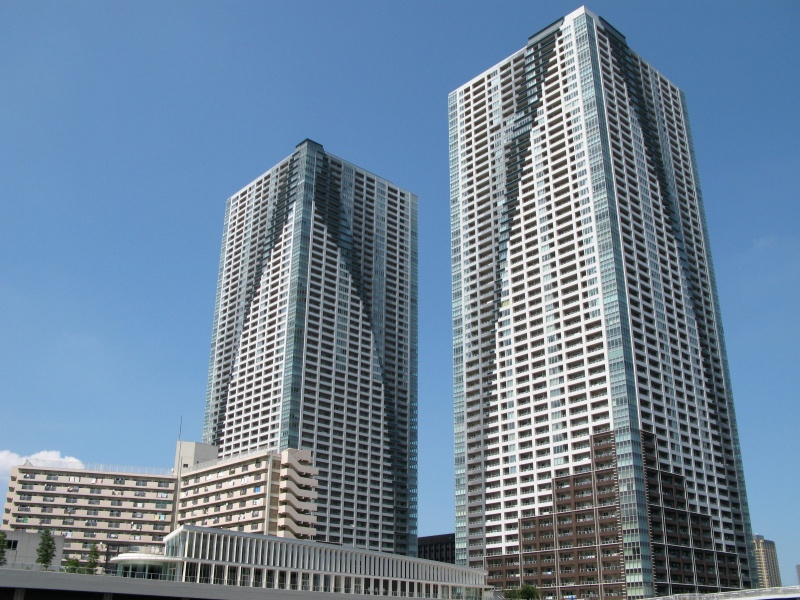
THE TOKYO TOWERS
(2008年竣工)。
総戸数2,794戸は日本最大級であり、
居住人口は小規模自治体に匹敵する。

タワマンでは階数による価格差が顕著であり、また上層階と下層階の収入格差も明らかであることから、居住階数がそのまま反映されたヒエラルキーが生じるという考えがある。このような思想や序列は、タワマンカーストと呼ばれる。「階層ヒエラルキー」、「タワマンヒエラルキー」とも。
階数による序列は固定的なものであり、ヒンドゥー教における厳格かつ固定的な身分制度・ヒエラルキーであるカーストになぞらえて、タワマンカーストと呼称される。

### 格差のゲーム
貞包らは、タワマンへの居住は消費への全面的な依存が見られ、衒示的消費や「格差のゲーム」が促されることにより、居住に明示的・暗黙のルールが設定されるとしている。
あるマンション管理人への取材によると、ヒエラルキーの最重要ポイントは居住階の高低にあり、高層階の住民が下の階の住民を“低層階の人たち”とくくる様子がよく見られるという。
タワマンカーストを題材としたドラマを作成するために3年かけてタワマン住民を取材したプロデューサーの浅野敦也は、タワマンは階が上になればなるほどステータスが上がるというのが公然の秘密であり、それにより滑稽なヒエラルキー意識が生まれてしまうのだろうと分析している。

### 階数の確認
研究者の山口は、「超高層住宅では「何階に居住するか」という差異も居住者間で重視される」としている。

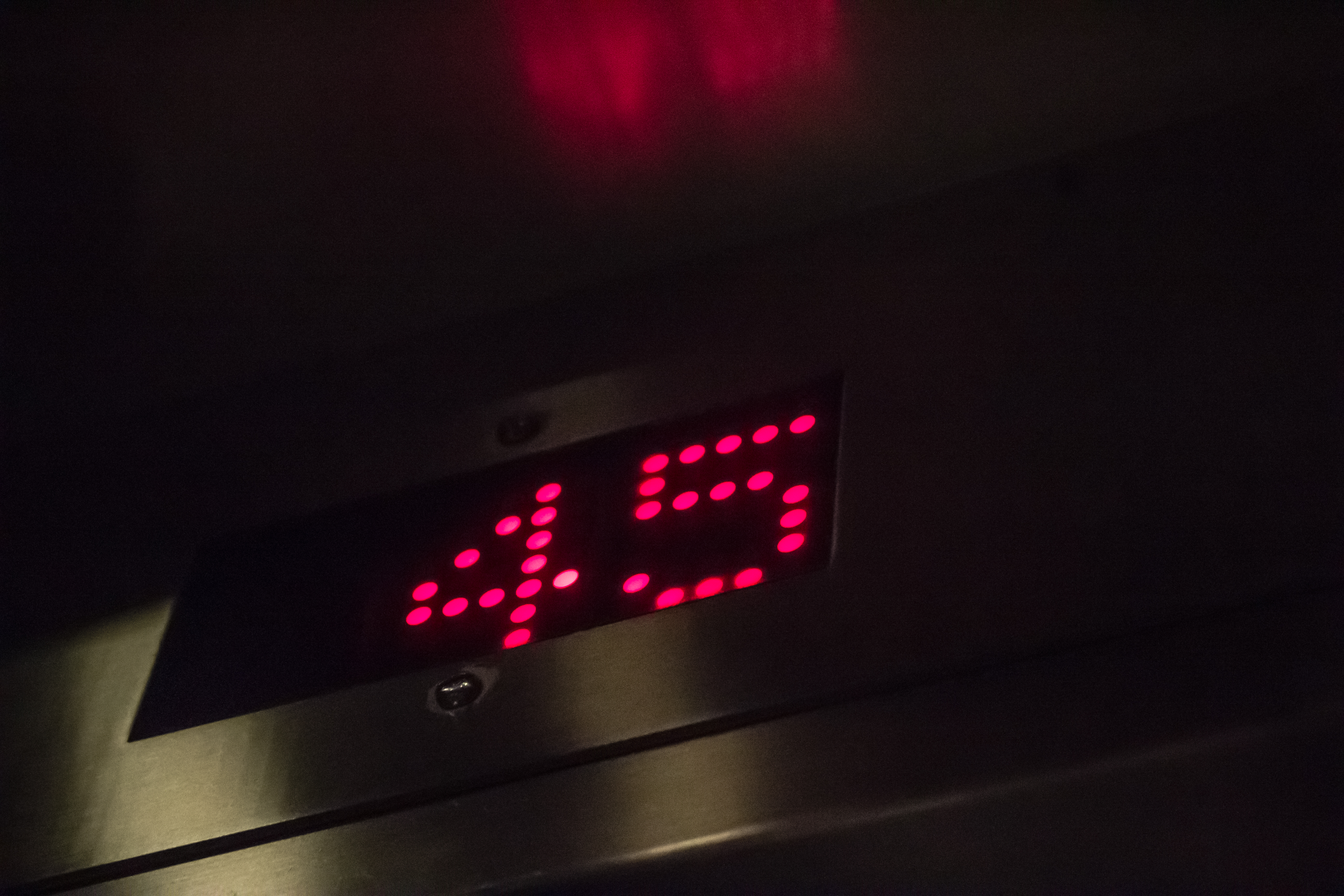
タワマンでは「何階に居住するか」という差異も居住者間で重視される。

プロデューサーの浅野によると、タワマン住民は初対面のときにまず階数を確認し、『お宅は何階の方ですか』など、名前も呼ばずにどのフロアに住んでいるのか聞く事例もあるという。これについて、「裏を返すと低層階に住んでいる人は、非常にネガティブな感情を抱くこともある」としている。
このような階数の重視が進んだ事例として、“1階の荒井さん”などと名字の前に階数をつけて呼び合うタワマンも報じられた。このタワマンでは、親だけでなく、子供たちにまで階数をつけて呼び合うという。

### ママ友グループ

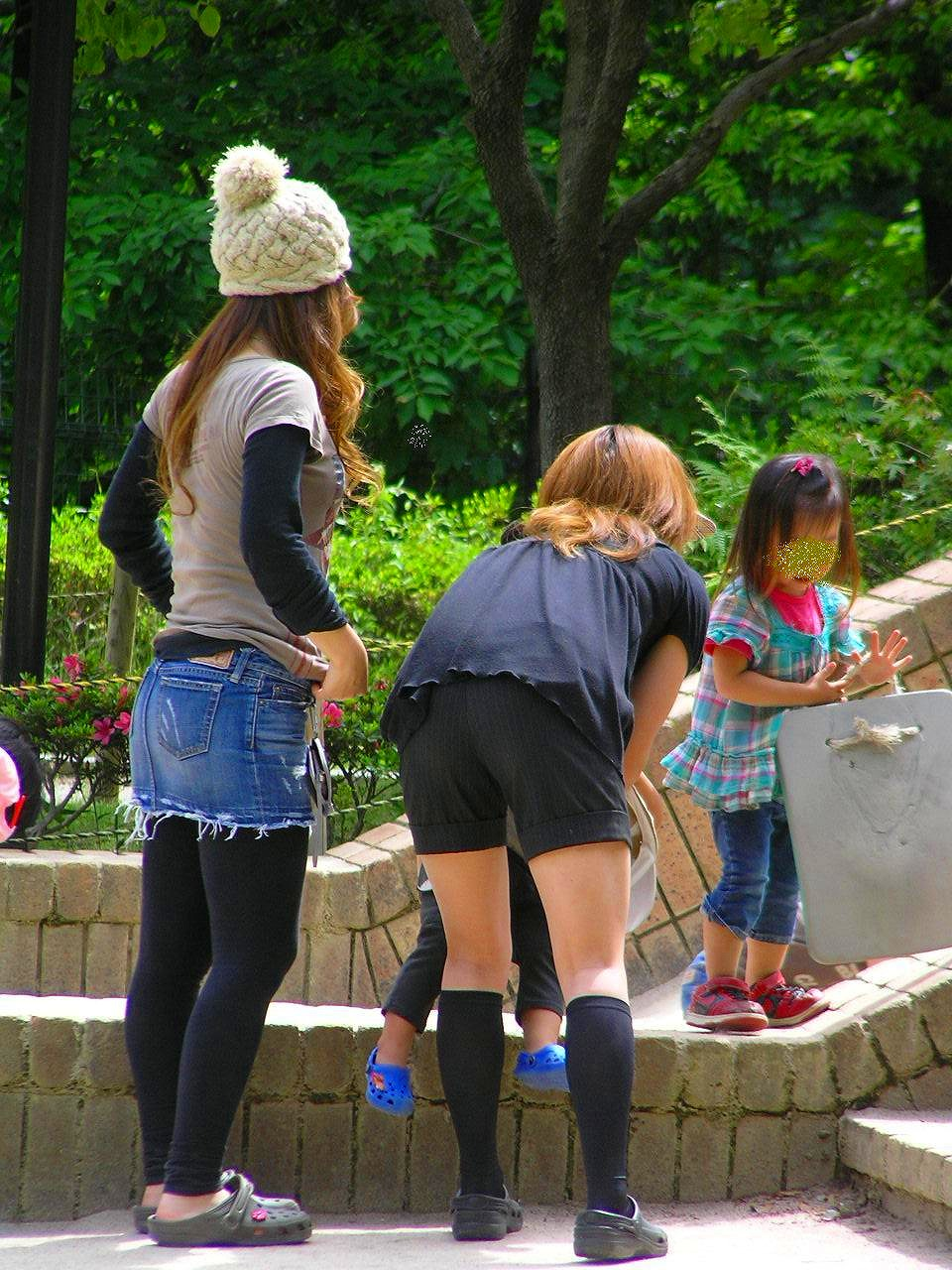
公園で子供を遊ばせるママ友。

タワマンの人付き合いは疎であるが、子供がいる場合、戸建てや低層マンションのコミュニティ同様に、子供を接点として母親同士で「ママ友」と呼ばれる交友関係が形作られる。
社会心理学者の大嶽さと子准教授は、ママ友グループについて、閉鎖性、階層性、親和性の三つの要素を挙げている。
浅野はタワマンにおけるママ友グループを観察し、「住んでいる階層での格差を気にされている印象を受けた」としている。浅野によると、高層階の住民のほうがタワマン自体に対しても影響力が強いため、中間層の住民は気を使っており、階に応じて子どもを中心にしながら自然とサークルが結成されているとした。

### ママカースト決定要因
ウェブ広告業者インタースペースと博報堂こそだて家族研究所が協同して行った調査では、ママカーストの格付け要因として、「家が持ち家か借家か」「家の価格・場所・マンションの階数」として、住居に関わる要素がそれぞれ４位(33%)と７位(28%)に位置付けられていることを明らかにした。
| Q.あなたのまわりの「ママカースト」は何によって格付けされていますか? | Q.あなたのまわりの「ママカースト」は何によって格付けされていますか? | Q.あなたのまわりの「ママカースト」は何によって格付けされていますか? | Q.あなたのまわりの「ママカースト」は何によって格付けされていますか? | Q.あなたのまわりの「ママカースト」は何によって格付けされていますか? |
| ------------------------------------------------------------------- | ------------------------------------------------------------------- | ------------------------------------------------------------------- | ------------------------------------------------------------------- | ------------------------------------------------------------------- |
| 回答                                                                |                                                                     |                                                                     | 割合                                                                |                                                                     |
| ママ本人の性格・キャラクター                                        | ママ本人の性格・キャラクター                                        |                                                                     | 61%                                                                 | 61%                                                                 |
| 夫の仕事・収入・学歴                                                | 夫の仕事・収入・学歴                                                |                                                                     | 54%                                                                 | 54%                                                                 |
| ママ本人の見た目・ファッション・持ち物                              | ママ本人の見た目・ファッション・持ち物                              |                                                                     | 46%                                                                 | 46%                                                                 |
| 家が持ち家か借家か                                                  | 家が持ち家か借家か                                                  |                                                                     | 33%                                                                 | 33%                                                                 |
| ママ本人の仕事・収入・学歴                                          | ママ本人の仕事・収入・学歴                                          |                                                                     | 29%                                                                 | 29%                                                                 |
| 乗っている車のブランド                                              | 乗っている車のブランド                                              |                                                                     | 28%                                                                 | 28%                                                                 |
| 家の価格・場所・マンションの階数                                    | 家の価格・場所・マンションの階数                                    |                                                                     | 28%                                                                 | 28%                                                                 |
| 子供の出来・見た目                                                  | 子供の出来・見た目                                                  |                                                                     | 27%                                                                 | 27%                                                                 |
| その他                                                              | その他                                                              |                                                                     | 14%                                                                 | 14%                                                                 |
| 子どもの人数                                                        | 子どもの人数                                                        |                                                                     | 13%                                                                 | 13%                                                                 |
| 夫の見た目                                                          | 夫の見た目                                                          |                                                                     | 11%                                                                 | 11%                                                                 |
| 実家の経済力                                                        | 実家の経済力                                                        |                                                                     | 9%                                                                  | 9%                                                                  |
| （2015年） （調査：株式会社インタースペース）                       |                                                                     |                                                                     |                                                                     |                                                                     |

### 子供への影響
タワマンに居住する親世代同士による階数による格付けが、子供世代の思想にも影響を及ぼすという指摘がある。
「お前何階だろ? おれ35階ー」などと子ども同士でマウントを取りあう事例も報道された他、幼稚園などでも『君、何階? 』などと尋ねて相手よりも高い階に住んでいると誇らしい気持ちになるという様子が観察されている。このような子供同士の会話に現れる価値観について、住宅ジャーナリストの榊淳司は「親が家庭内で何気に交わす会話から、階層ヒエラルキーの感覚が自然に伝わってしまうのだろう」と考察している。

## タワマンカーストの存在に関する見解
タワマンカーストが実在するか否かについては、様々な見解が存在する。

### タワマンカーストがあるという主張
- 関西学院大学で社会地理学を研究する山口覚教授は、タワマンを舞台としたSFサスペンス小説「ハイ・ライズ」を引き合いに出し、「破壊や殺人はまれだとしても、日本の超高層住宅にも階層間の差異は間違いなくあるだろう。『ハイ・ライズ』でも描かれているように，エレベーターで押す階数ボタンによって優越感／劣等感を感じるという話は珍しくない」として、階層間の差異を「間違いなくある」と断定している[15]。
- 集合住宅に否定的な立場をとる住宅ジャーナリストの榊淳司は、階数ヒエラルキーについて「当然にある」として、著書や寄稿などでたびたび厳然としたヒエラルキーの存在を指摘している[27][36]。

### タワマンカーストがないという主張
- オンラインメディア日刊SPA!の取材に対し、豊洲のタワマン在住・中堅出版社勤務を自称するとりとんは「階層ヒエラルキーは空想の産物[37]」「マウントを取っているヒマはない[38]」としている。

## マウンティング

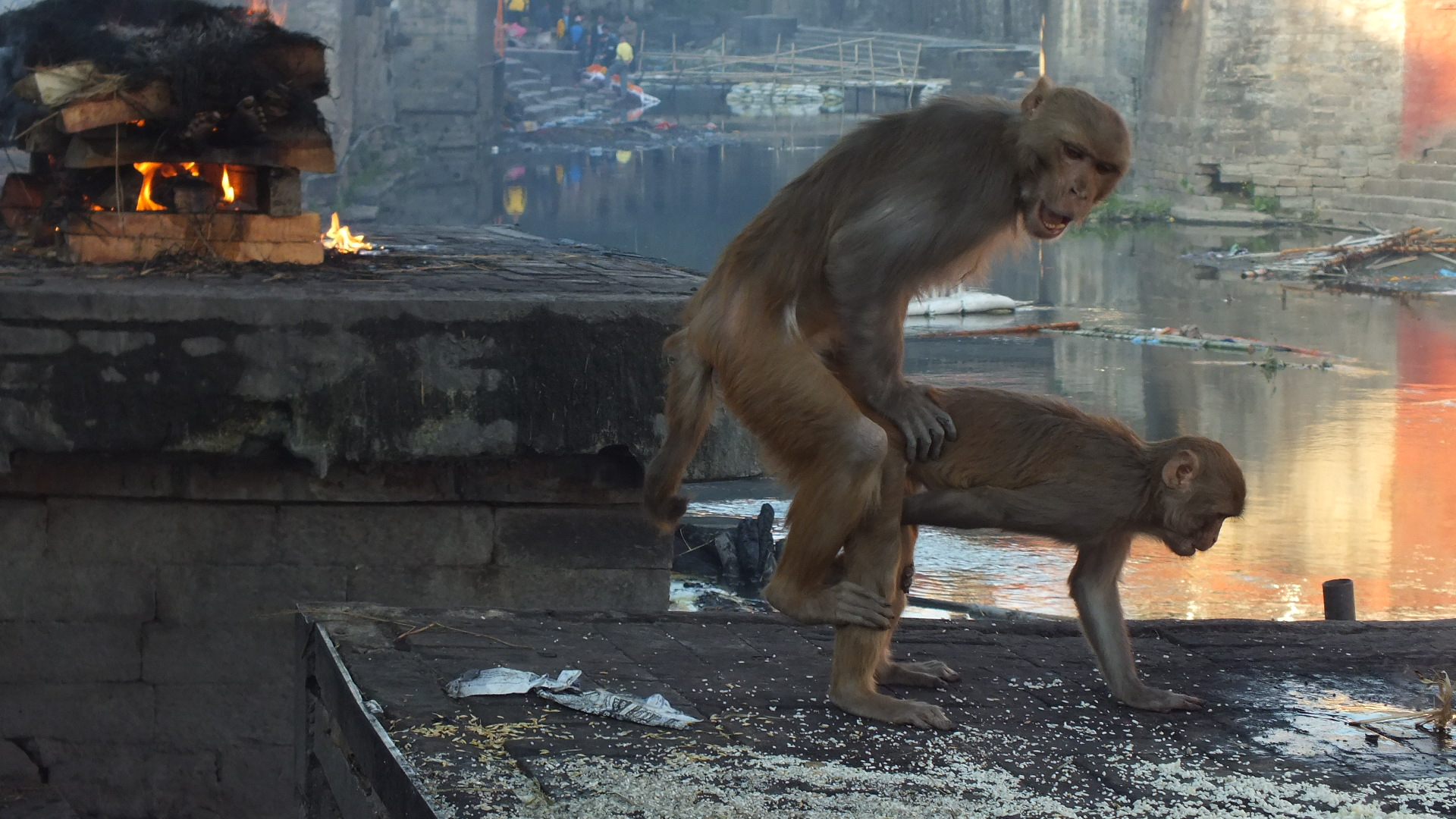
サルのマウンティング。
犬山はマウンティングの語源を、
霊長類の馬乗り行動であると
している。

タワマンの居住者間では居住階を基準として、相互の序列を確認したり格付けをする行為、「マウンティング」が行われることがときおりあるとされる。

マウンティング(英:mounting)は、瀧波ユカリと犬山紙子の共著「マウンティング女子の世界: 女は笑顔で殴りあう(2017)」における、次の一文で紹介されることが多い。
創価大学の日本語・日本文化教育センターの市川真未助教は、言語学におけるポライトネスの観点からマウンティングの研究を行っており、市川はマウンティングについて次のように定義した。
市川はそのうえでマウンティングについて、「相手との人間関係を良好に保ちたいという意図がある」ことをアピールし、ポライトな姿勢を見せることにより、参与者Bからの反感を最小限にしつつ、参与者Aの「優位性を見せつけたい」という欲求を同時に満たす言語行動であるとした。
ママ友の間におけるマウンティングを研究する大阪工業大学の大塚生子はマウンティングについて、『親しさ』を担保に内容面・言語形式面で互いの親疎の距離を調整することによって攻撃を行なったり、自身の品行を維持したりする複雑なフェイスワークであるとしている。
大塚はママ友間のマウンティングについて次のように分析する。
「対立場面では相手の言動を不快に感じ、攻撃したいという欲求が生まれるが、相手のフェイスに対する無補償の攻撃には報復の危険と品行の喪失が伴う。そのため、彼女らは敬体と常体、方言と共通語、および絵文字等を各所に利用し、直接的ではない方法で相手フェイスへの攻撃や受けた攻撃への報復を応酬しあっている。また、通常であれば相手への尊重を示すために用いられる敬体は、「ママ友」という友人関係の維持にとっては脅威となるため、攻撃的な場面であるほど通常どおりのスピーチスタイルを使用して「ママ友」という人間関係を維持することが優先されている。」

## タワマンマウントアンケート

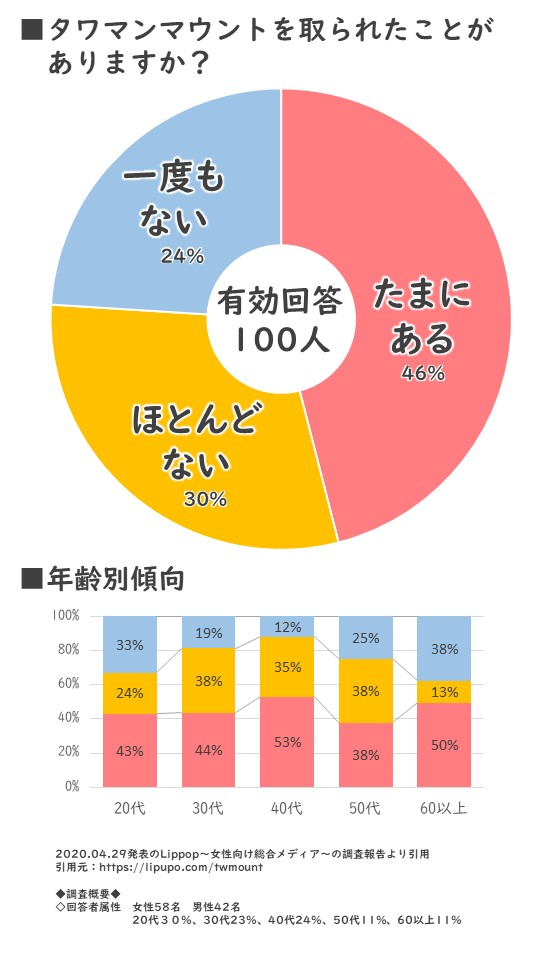
タワマンマウントアンケート,
2020年

2020年、女性向け総合メディアLippopでは、タワマンマウントを取られたことがあるかについて、100人を対象にアンケートを行った。
全体としては、タワマンマウントを取られたことが「一度もない」という回答は24%にとどまり、76%の回答者がマウントを取られたことがあるということが判明した。一方、「頻繁にある」という回答者はおらず、「たまにある」が46%、「ほとんどない」が30%と、マウントはそれほど頻繁に行われていないとされた。
年齢別では40代が最もタワマンマウントを受けた比率が高く、約9割の回答者がマウントを受けたことがあるとした。その後、50代、60代と世代が上がるに従い、マウントを受ける率は低下した。

### 事例
Lippopの調査によると、タワマンマウントは階数によるマウントがほとんどを占め、言葉で直接的にマウントを取るだけではなく、低層階のボタンを押したときに鼻で笑うなどの振る舞いでマウントを取られるというケースも目立ったという。
- 35歳女性：「そんな階層じゃ戸建てと変わらなくない？なんのためにタワマンに住んでるの?」的な言われ方をした。「上からモノが落ちてきそうよね?」と言われたこともあるが、それは最上階以外は起こりうるのではないか[43]。
- 36歳女性：たかだか数階上の階に住んでいるだけなのに、旦那の職業や子供の学校などを聞いては比較をして、自分が絶対優位であるかのような言動をとられた[43]。
- 39歳女性：階数が高い方の中には、マンション内のエレベーターの中やエレベーターを待っているときなど、自分からはいつも挨拶せずに、こちらがした挨拶に返すことで、「お互いの挨拶を成立させる」という方法を通して、階数が高い方からマウントを取られている。自分からではなく、相手から挨拶することを望んでいるように感じる[43]。
- 46歳女性：その方のほうが上の階にお住まいなんですが、風が強く吹くので窓をあまり開けられないとか、エレベーターの待つ時間が無駄だとかよく話をしてきます[43]。
- 28歳女性：小学生の娘にスーパーでお買い物するよう頼んだら、気を利かしてかお釣りでミスタードーナッツを買ってくれた。しかし、その並んでいるところを同じ学校の高学年(25階上の家族の息子)に見られ、ドーナツは庶民の食べ物、僕はエクレアとマカロンを食べているとかなり馬鹿にされ、泣いて帰ってきた[43]。

## エレベーター
タワマンにおけるエレベーターは、 居住者にとって日常的には実質唯一の縦の交通手段として必要不可欠な存在である。しかし、エレベーターは居住者の居住階をあからさまにする装置と言える。報道番組「ABEMA Prime」のタワマン入居者に対するインタビューでは、マウンティングが行われるのはエレベーターが多いとされた。

### バンク

エレベーターバンク概念図

近代の高層化した建築物のエレベーター設備においては、効率的な輸送のため、低層・中層・高層などと階のまとまりをグループに分けて運用することが多い。このグループを「バンク」と呼ぶ。
バンクごとに個別のエレベーターが割り当てられるため、エレベーターホールにて居住者がエレベーターを待つ際やエレベーターに乗り込む際、自身がどの階層に属しているか、周囲に示されることになる。
このような所属階層が視覚化されるエレベーターという施設について、エレベーターの待ち時間に微かな劣等感を感じたり、表立って口に出すことは少ないものの複雑な感情を抱いたり、といった低層階居住者の感覚も報じられる。
千里金蘭大学の藤本佳子名誉教授は、高層階、中層階、低層階にエレベータを分けることにより、 朝の出勤、 登校への待ち時間が解消されたが、 逆にそれによりコミュニティの分断が生じているとする。
タワマンカーストを主題としたドラマ「砂の塔」の舞台として設定されたタワマンでは、エントランスロビーからエレベーターホールへとつながる廊下の突き当りが左右に分かれていて、片方が25階以上、もう片方が24階までとなっており、ここで右に曲がるか、左に行くかで、明白なヒエラルキーが露呈する。作中では上層階と下層階の住民がそれぞれ「右の人」「左の人」と呼び分けられ、区別される様が描かれた。

### ボタン

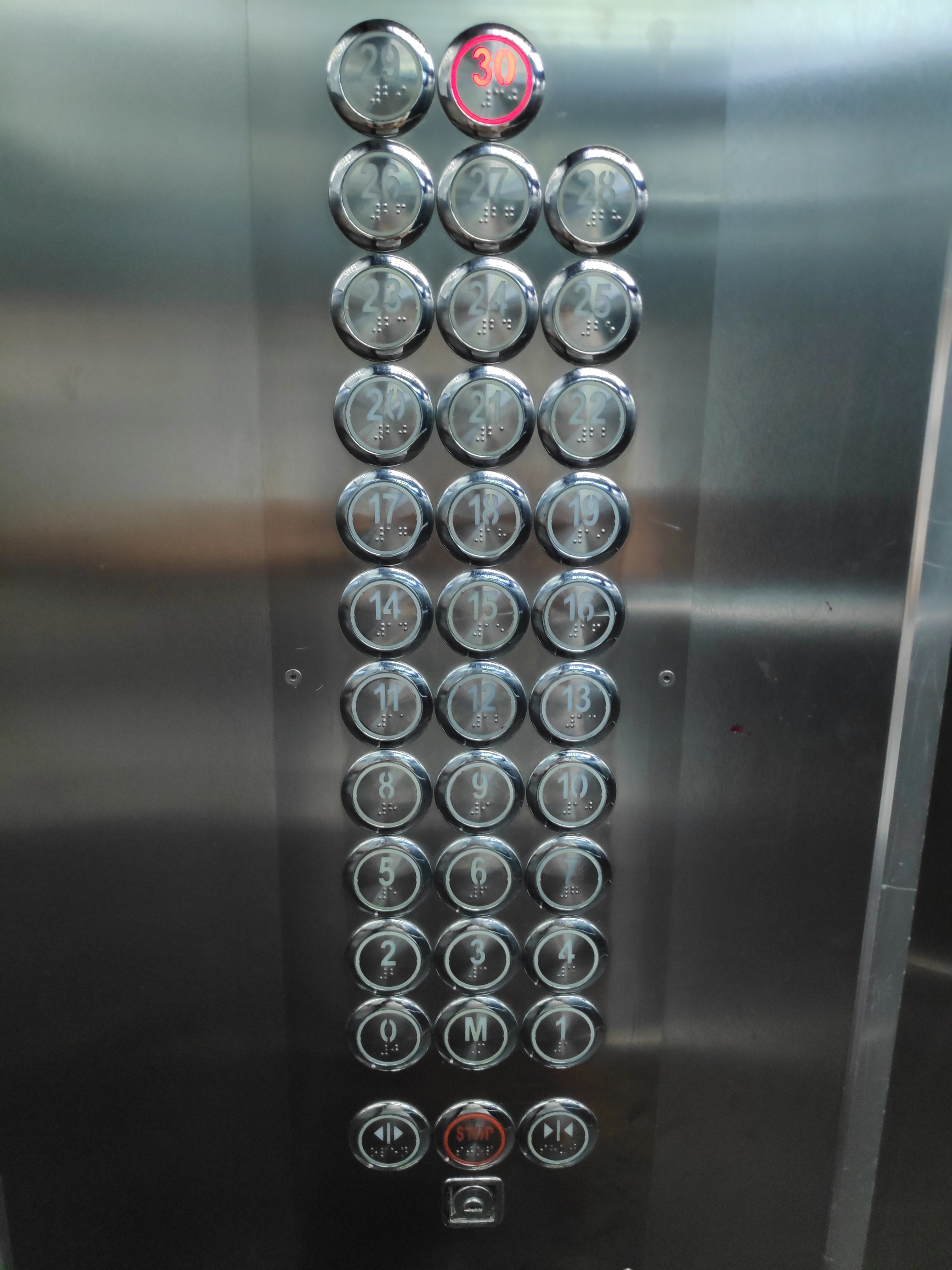
エレベーター操作盤。
最上階のボタンが点灯している。

エレベーターで目的階へ移動するには、エレベーター操作盤の階数ボタンを押す必要がある。階数ボタンは押されると点灯し、エレベーターの同乗者に自身の正確な居住階が示されることになる。
一桁階の利用者は最後に押して点いてるところを隠したりすることもあるほか、下層階の入居者に対し「あら、それぐらいのところに住んでらっしゃるのね」などと声をかける上層階の入居者もいるという。
立教大学の社会学教授、貞包英之らはタワマンの生活史調査を分析し、エレベーターの階数を押す際に優越感、または劣等感を感じるという話がしばしば聞かれたとしている。。
エッセイ風小説「東京女子図鑑」の作中では、タワマンの中層階に住む主人公「綾」がエレベーターの中で、上層階の住民に対しては「自尊心を保つかのように毅然とした笑顔を見せ」たり、下層階の住民に対しては「お金持ちのゆとりでボタンを押すのを遅く」したりと、相手によって役割を演じ分け、「小さな劣等感と優越感のシーソーゲームが、毎日エレベーターの中で繰り返される」と綴っている。

## 災害

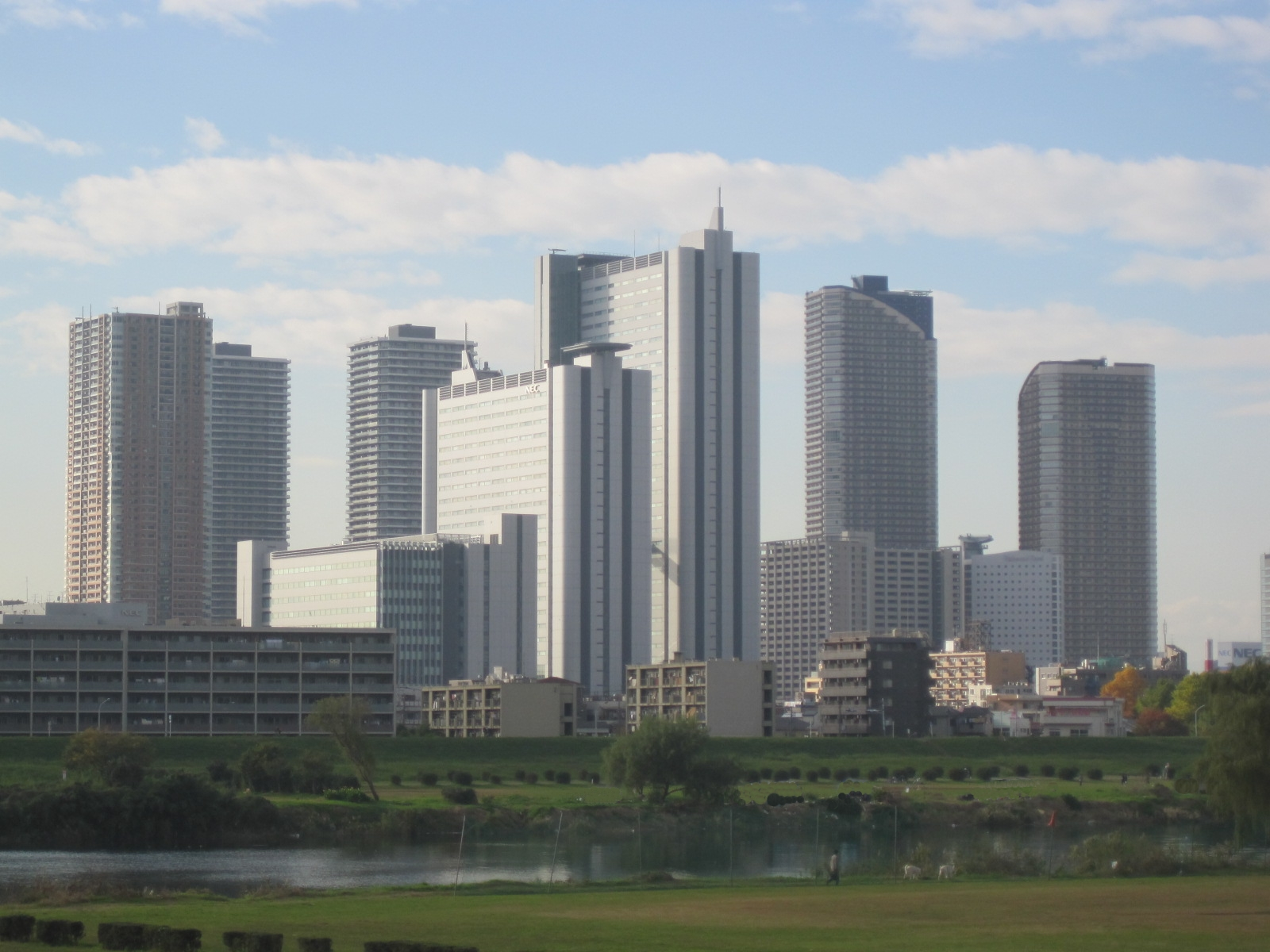
武蔵小杉のタワマン群

防災面では一定の評価を得ているタワマンであるが、想定外の天災で被害を受けたり、その際に階層間の対立が露呈してしまうこともある。
令和元年東日本台風では甚大な降雨量により各地で水害が発生したが、東京の衛星都市、武蔵小杉では市街地一帯が冠水し、浸水したタワマンが機能不全に陥る様が全国的に報道された。
武蔵小杉のあるタワマンでは、地下にある電気設備が浸水して排水機能が停止し、トイレが使用不能となったが、トイレの使用を禁止しても下層階のトイレや台所から汚水の逆流が生じたため、上層階ではトイレ禁止令を無視してトイレを使用している住人がいるのではないかという対立が生まれたと報じられた。
このトラブルについて上層階住民と下層階住民が掲示板で言い争う模様が複数メディアにより報じられたが、この対立についてネットメディアのプレジデントオンラインは「真偽は不明」であるとし、「ネット民たちのルサンチマンにより拡散された」としている。

## 創作におけるタワマンカースト
タワマンカーストは漫画、ドラマ、小説などのさまざまな創作分野にて題材とされる。居住階による格差はしばしば極端に誇張されて描かれる。

### 漫画
日刊サイゾーに連載を持つ漫画コラムニスト、じゃまおくんの2022年の記事によると、近年、タワマンにおける苛烈な人間関係を描くマンガ、いわゆる「タワ漫」が増えてきているとする。じゃまおくんによると、タワ漫には共通する設定が見られる。 
じゃまおくんはすえのぶけいこの「おちたらおわり」をタワ漫界の絶対王者として挙げる。なお、じゃまおくんはこれらタワ漫で描かれる事象について、あくまでフィクションであろうが、自身はタワマンに住んだことが無いため実在性はわからないとした。
下記はタワマンを舞台とする漫画の一例。
- おちたらおわり 2019年 すえのぶけいこ作 講談社刊 全10巻
  - 憧れの新築のタワマン(下層階)に引っ越してきた主婦の明日海は、娘を通してママ友の輪を広げてゆく。しかし、明日海は中学時代に明日海をいじめていた主犯格である孔美子がタワマンの最上階に君臨していることを知り、激しく動揺する。流言によるいじめ、タワマン内の不倫など、全編を通して陰湿な人間関係が描かれる。「閉塞的な環境におけるいじめや格差」の描写を得意とする漫画家、すえのぶけいこによる長期連載作品。

- タワマンに住んで後悔してる 2023年 窓際三等兵原作 グラハム子作画 KADOKAWA刊　
  - 九州から東京転勤により憧れのタワマン（下層階）の部屋を購入した渕上家。専業主婦の舞は息子を通して同じタワマンに住む中層階のキャリアウーマンや高層階のボスママ的存在のエリート駐在妻らと交流を深めていく。さまざまな軸で見えない競争意識に駆り立てられていく大人たちを描く[61]。タワマン文学の先行者として知られる窓際三等兵による原作。

- タワマン・リベンジ～最下層からのヤり上がり～ 2022年 Shigeky原作 こくだかや作画 白泉社刊
  - 憧れのタワマン(最下階)に引っ越してきた金町和樹は、低層階をバカにしてきた人妻の弱みを握って屈服させることに成功する。和樹はいけ好かない金持ち人妻たちに性的な制裁を下してゆく。成年向け作品[62]。

### ドラマ

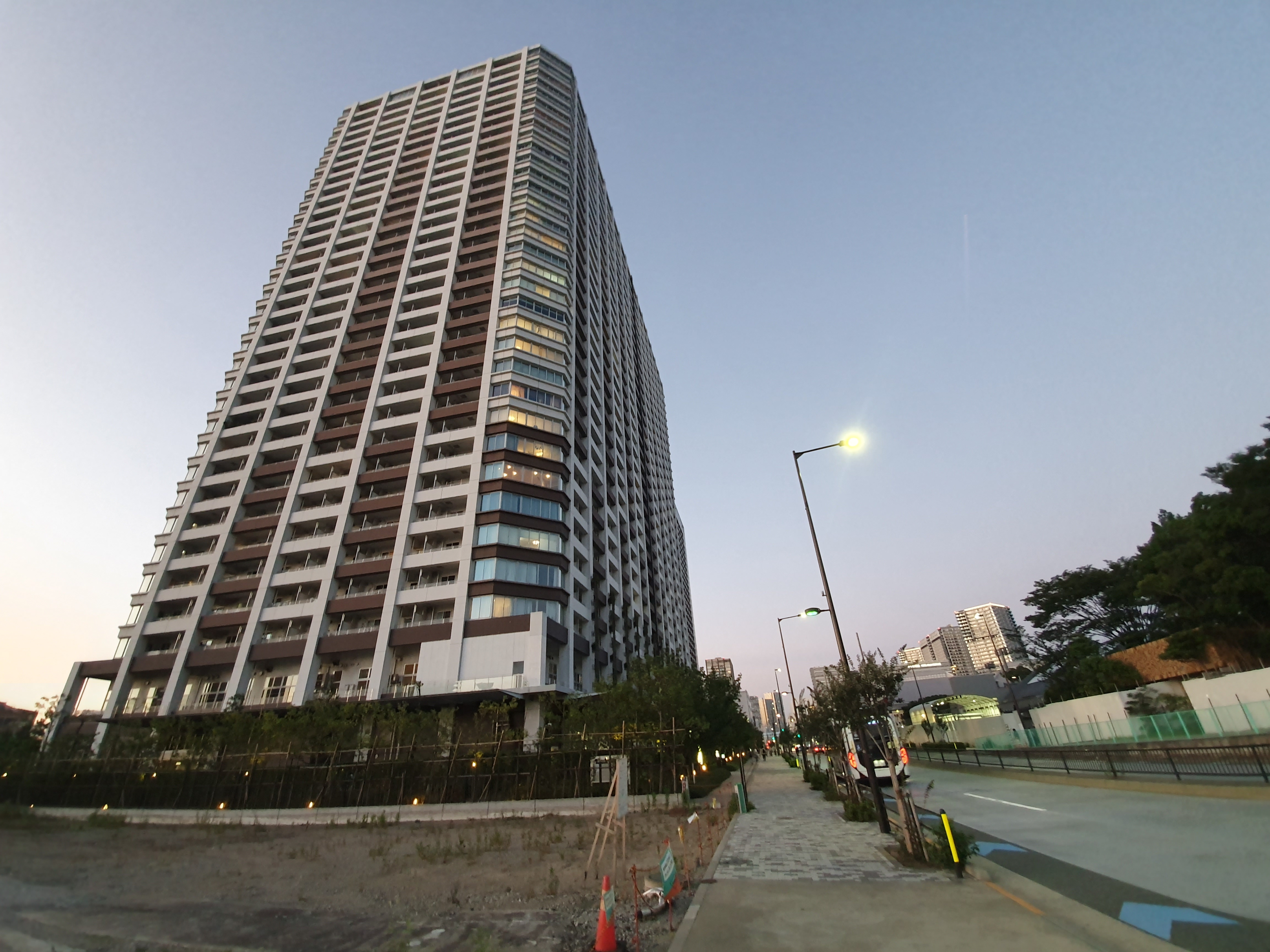
ブリリア有明スカイタワー
(2011年竣工)。
砂の塔のロケ地の一つとされる。

タワマンを舞台とするドラマとしては、「砂の塔」が代表格とされる。
- 砂の塔〜知りすぎた隣人 2016年 TBSテレビ系
  - 家族で憧れのタワマン(下層階)に引っ越してきた高野亜紀。新たな生活に期待する家族だったが、そこはセレブ主婦たちによって作られた“タワマンルール”によって支配されていた。必死で馴染もうとする亜紀だが、真上の階に居住する佐々木弓子の暗躍によって状況は悪化の一途をたどる。作中では児童の連続誘拐事件を背景に、高野家が翻弄される様を描く。小学生同士でさえ高層階の人々に見下されるフロア差別、子どもの成長を名目としながらも実質的には母親の見栄の展示会である強制ハロウィン、高額すぎるが参加しないと村八分にされる地獄のランチ会、他にもゴミ出しにも正装、園バスは学費の順に並ぶといったローカルルールに圧倒される[65]。

### 文学
不動産関係者らがTwitterで発信していた「タワマンの住民あるある」を起源とした創作ツイート群が、2021年頃にタワマン文学というジャンル名で括られるようになった。書評家の渡辺祐真によると、タワマン文学は「時に成功者の証として持ちあげられ、時に資本主義の権化として槍玉に挙げられるタワーマンションを舞台に、現代日本の格差や嫉妬、生きづらさを描く作品群」と定義される。

#### 窓際三等兵
タワマン文学では、2021年にtwitterで活動をはじめた「窓際三等兵」らが先駆者とされる。窓際三等兵は人間の嫌な部分をあぶり出して刺激する作風として知られる。窓際三等兵は受験や不動産、金融クラスタとの交流目的でツイッターを始めたが、タワマン高層階で暮らす人々を揶揄するひがみツイートがバズっているのを見て、暇つぶしとして二匹目のどじょうを狙って書き始めたとしている。

窓際三等兵はツイートをバズらせるために、「高層階と低層階は行くスーパーまで違う」、「高層階の医師の子どもと比べて低層階のサラリーマンの子どもは成績もパッとしない」といった、タワマンの住人を揶揄する、読んだら腹を立てるような話や書き方を意図的にしていたという。
窓際三等兵はのちに外山薫の名義でタワマンを舞台とする小説を出版した。窓際三等兵によると、Twitterでは文字数の制約があるために露悪的な表現を多用したが、小説はエンターテインメントであるため誰も傷つかないような表現を意識したという。

#### たわわママ
窓際三等兵らに続いて、2021年9月に作成されたタワマンの高層階に住むと自称する「たわわママ」のツイートもタワマン文学として話題を呼んだ。後発ながら話題となった理由として、たわわママはタワマン高層階から連想される極端な現象について海外有名大学卒の夫に科学的観点から語らせるという定型を作ったことが一定の評価を得られた理由ではないかとしている。

たわわママはアカウント運用にあたってはさまざまな工夫をしており、その一つとして「タワマン高層階」を連呼し、「高いところに住んでいて凄いでしょう」といった選民的な印象を読み手に抱かせることを意識しているという。 

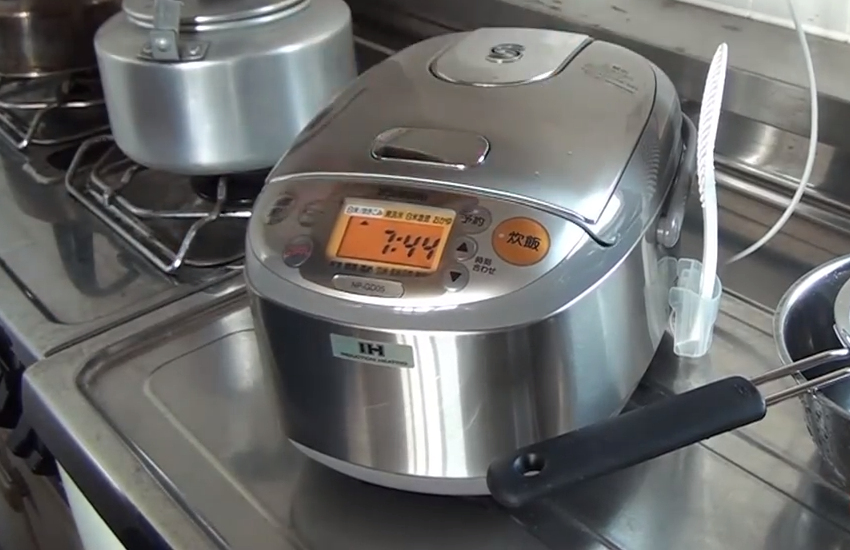
炊飯器。実際にはタワマン高層階でもおいしく炊ける。

タワマンでは米がおいしく炊けないというツイートは高地の住人らの反感を呼び話題になったが、各種メディアの取材に応じて、炊飯器を製造するパナソニック、象印マホービン、および東芝ライフスタイルのいずれも、タワマン高層階程度の標高では米の炊きあがりに影響はないと回答している。なお、パナソニックによると、標高600m程度から味に影響が現れ始めるが、圧力式炊飯器を利用することで標高の影響を緩和できるという。

#### タワマン文学の人気に対する考察
タワマン文学が人気を集める理由として、窓際三等兵はタワマン住民に対する嫉妬心が理由ではないかとしている。かつて割安感があった湾岸のタワマンも不動産価格の高騰により、市井の人々の嫉妬心を呼び起こしやすい存在になっていることを理由に挙げ、窓際三等兵は、タワマン文学が「すっぱい葡萄」のようになっているのではないかと考えている。
「「タワマンを叩けばビューが取れる」と言われるように、タワマンを叩く投稿や中学受験関係の投稿って、Twitterではすごく反応がいいんですよ。「タワマン住み」は、頑張ったらなれたかもしれない自分で、その"中の上"セグメントになれなかった嫉妬や羨望から、「タワマン叩き」を望む人が多いのかもしれないですね」。
「Twitterじゃあるまいし、現実世界でマウンティングしあうゴリラなんてそうそういないと分かるはずなのに、荒唐無稽なタワマン文学を読んで『やっぱりタワマンなんて人の住む所じゃない』と溜飲を下げてるのではないでしょうか」。

## タワマン同士における社会階層差異
経済的成功の象徴ともされるタワマンであるが、タワマン同士における格差も存在する。
関西学院大学で社会地理学を研究する山口覚教授は、タワマンの集積する住宅地では「隣り合う棟の間で社会階層上の差異があることは珍しくない」と指摘する。

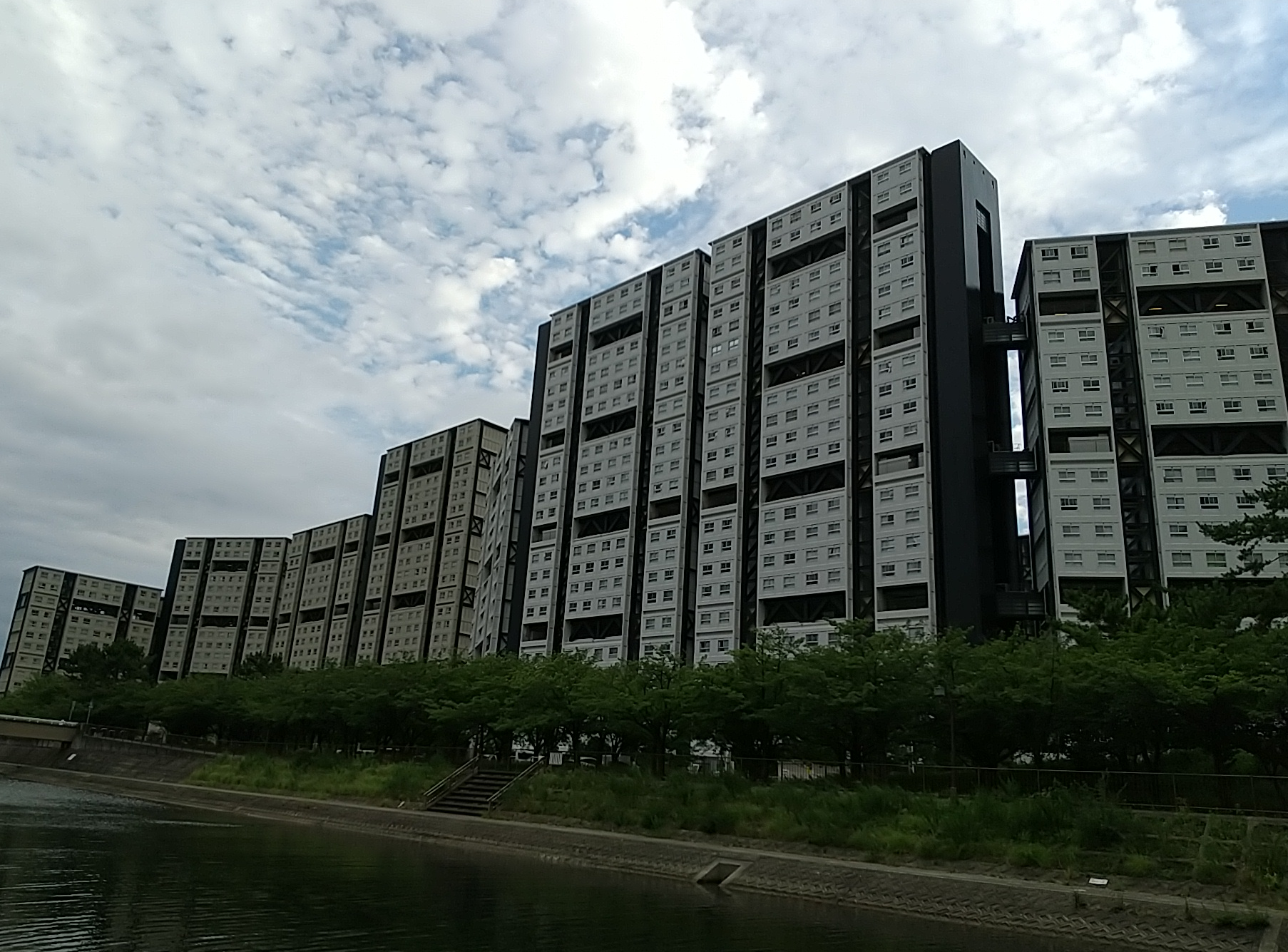
芦屋浜シーサイドタウン
(1979年竣工)

山口は芦屋浜シーサイドタウン(1979年竣工)を題材に、同一のタワマン団地内における各棟居住者層の非均質性を示した。シーサイドタウンは建設省、兵庫県、日本住宅公団などが1972年に行った日本初の団地設計コンクールによるものであり、その趣旨はいかに安く効率的に大量の住戸を建設するかを問うものであった。
シーサイドタウンは良好な住戸を低価格で提供することを最大の目的としていたが、実際には均質な空間とはならなかった。シーサイドタウンの各棟の設計思想は基本的に同じだが、四つの事業主体による差異があった。事業体の内訳は、三つの公的団体と、一つの大企業連合体（アステム社）の計四つであり、アステムが最も高価・高級であるとされた。

これら差異について、ノンフィクション作家の佐藤早苗は「その条件は均一ではない。地獄の沙汰も金次第よろしく、未来の沙汰も金次第なのである」と評している。シーサイドタウンでは最高層となる29階建住宅は三棟だけであり、いずれもアステムが管理しており、しかもその中の一棟はさらに特別な仕様になっていた。

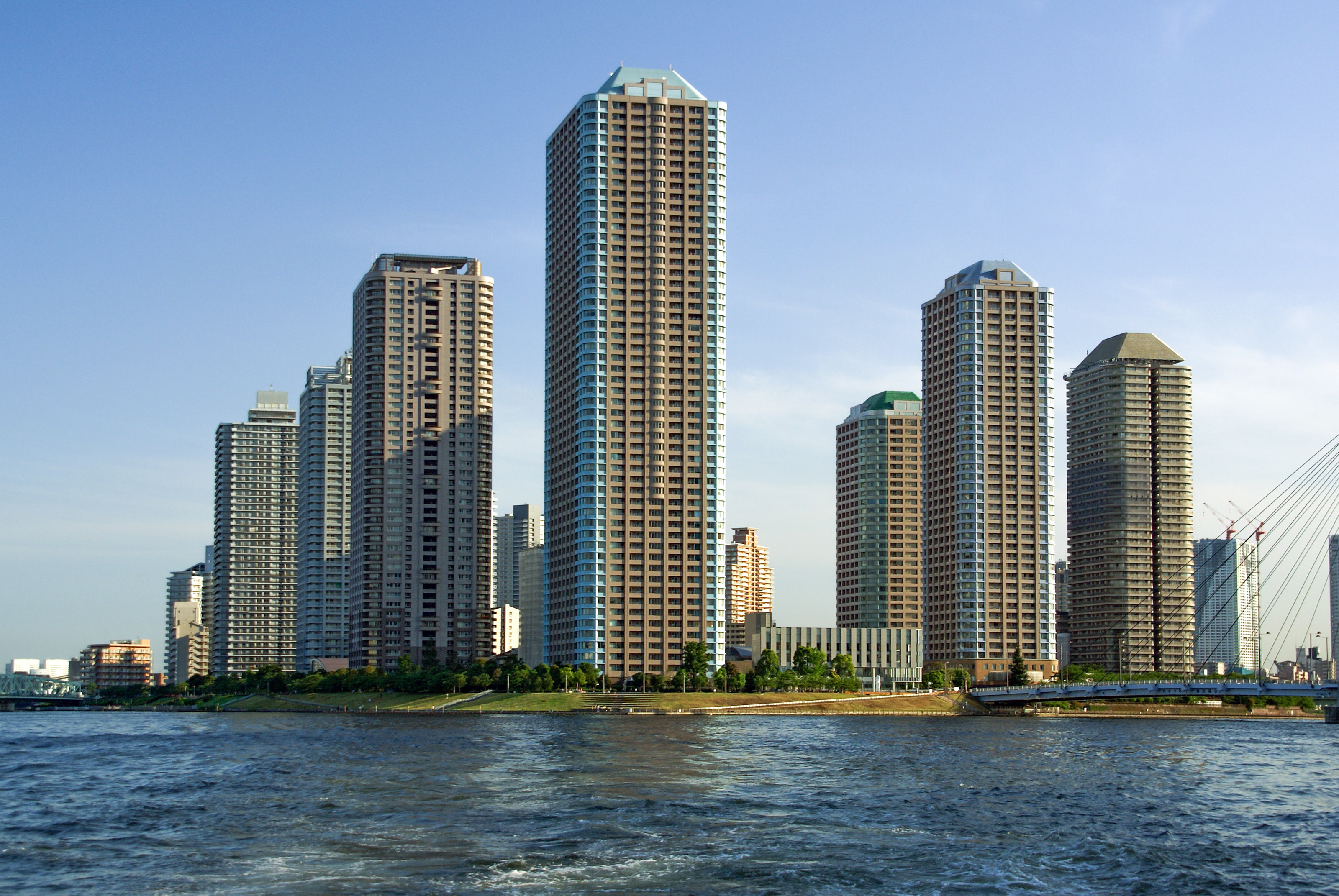
大川端リバーシティ21
(2010年竣工）

上智大学の社会学者、園部雅久は、タワマンを中心とした住宅地であり、東京ウォーターフロント開発のさきがけとされる大川端リバーシティ21(2010年竣工）を事例に、その居住者の意識について調査を行っている。リバーシティでは複数の事業主がそれぞれタワマンを建設しているが、事業主ごとの入居者層について、公団の運営するタワマンの居住者は「都営、公社、公団、三井の間には、違いがあると思う。三井とこちらではやはり住んでいる人が違う」と語っており、園部は「収入格差は、住宅棟によって極めて大きい」としている。